# ブリアン・カベサス
ブリアン・アルフレド・カベサス・セグラ（スペイン語: Bryan Alfredo Cabezas Segura，1997年3月20日 - ）は、エクアドル・ロス・リオス県ケベド出身のサッカー選手。エクアドル代表。ポジションはMFまたはFW。

## クラブ歴
CSDインデペンディエンテJTの下部組織出身。2012年12月15日にトップチームの試合で出場した。その後2014年にトップチームに昇格。CAリーベル・プレート戦やボカ・ジュニアーズ戦で良いパフォーマンスを見せたために知名度が上がった。
2016年8月にイタリア・セリエAのアタランタBCに5年契約で移籍。2017年7月16日にギリシャ・スーパーリーグのパナシナイコスFCに3年契約で期限付き移籍。8月3日にUEFAヨーロッパリーグ 2017-18 予選のガバラFK戦で得点しアウェーでの勝利の立役者となった。また、プレーオフのアスレティック・ビルバオ戦でも敗れはしたがホームで1得点の貢献を見せた。しかし、2018年1月6日に僅か6ヶ月で期限付き移籍が打ち切られた。同月末にセリエBのUSアヴェッリーノ1912に期限付き移籍。
2018年7月25日、フルミネンセFCにレンタル移籍した。
2019年1月11日、CSエメレクにレンタル移籍した。

## 代表歴
2016年9月に2018 FIFAワールドカップ・南米予選のブラジル代表のメンバーとしてエクアドル代表に招集された。ここでは起用されなかったが、翌2017年2月22日のホンジュラス代表との親善試合で代表初出場。